# Karl Clerfay
Karl Clerfay, belgijski general, * 1733, † 1798.
Služil je pod avstrijsko zastavo.